# Dysschema anadema
Dysschema anadema är en fjärilsart som beskrevs av Druce 1907. Dysschema anadema ingår i släktet Dysschema och familjen björnspinnare. Inga underarter finns listade i Catalogue of Life.